# Мордонг
Мордонг (пољ. Morąg) град је у Пољској у Војводству варминско-мазурском. По подацима из 2012. године број становника у месту је био 14 458.

## Становништво
| 2012.  |
| ------ |
| 14 458 |